# 커티스 조지프
커티스 셰인 조지프(영어: Curtis Shayne Joseph, 1967년 4월 29일~)는 캐나다의 아이스하키 선수이다. 포지션은 골텐더이며, 북미 프로 아이스하키 리그인 내셔널 하키 리그(NHL)의 토론토 메이플리프스에서 뛰었다. 경기 때마다 착용한 헬멧에 그려진 "으르렁거리는 개"는 스티븐 킹의 소설 《쿠조》의 표지에서 영감을 얻은 표현으로 자신의 이름과 성의 글자를 한 음절 씩 따다가 만든 별명이기도 한 "쿠조(CuJo)"도 여기서 유래되었다. NHL에서 활약할 때에는 세인트루이스 블루스, 에드먼턴 오일러스, 디트로이트 레드윙스, 피닉스 카이오티스, 캘거리 플레임스, 토론토 메이플리프스 등의 명문팀에서 뛰었다. 또 2002년 동계 올림픽에서는 캐나다 국가대표팀의 일원으로 참가하여 금메달을 획득하였다,
조지프는 NHL 역사상 가장 많은 경기(454경기)에 출전한 스탠리 컵을 들어올리지 못한 골텐더로 기록되었으며, 30번 이상의 시즌을 5개 이상의 다른 팀에서 활동한 최초의 골텐더가 되었다.

## 어린 시절
온타리오주의 케직에서 10대 미혼 부부의 아들로 태어났다. 친모인 웬디 먼로는 조지프를 낳은 병원에 근무하던 간호사인 진 조지프에게 입양보냈고, 조지프는 이 때부터 진과 해럴드 조지프의 아들로 자랐다. 조지프 부부는 아이의 이름을 생부의 동의를 받고 그의 이름인 커티스 니클의 이름을 따서 "커티스"라고 지었다. 커티스는 이복형인 그랜트와 빅터와 자랐으며, 그랜트와 빅터도 조지프 부부에게 입양된 흑인 혼혈 아이였다. 커티스는 세인트루이스 블루스에 입단하기 전까지 "먼로"라는 성씨를 사용했으며, 세인트루이스 블루스와의 계약을 마치고 양부모의 성인 조지프를 쓰기 시작했다.
어린 시절 대부분을 온타리오 주의 이스트그윌림버리에서 보냈으며, 위처치 하이랜즈 공립 학교를 다녔다. 위처치 하이랜즈 공립 학교 재학 시절에 이스트그윌림버리를 연고로 하는 온타리오 마이너 하키 협회 리그(OMHA)의 고등학생 아이스하키팀인 이스트그윌림버리 이글스와 온타리오 지방 주니어 하키 리그(OPJHL)의 리치먼드 힐 다인스에서 뛰었으며, 전학 후에는 서스캐처원주의 윌콕스의 노트데임 대학 부설 고등학교의 팀인 노트데임 하운즈에서 뛰며 센터니얼 컵에 참가하기도 했다. 이후 위스콘신 대학교 매디슨에 입학하면서 전미 대학 체육 협회(NCAA) 리그에서 뛰기도 했다. 이후 1989년에 세인트루이스 블루스의 에이전트와 접촉을 하여 향후 입단 계획 협약을 맺고 1989-90 시즌에 인터내셔널 하키 리그(IHL)의 피오리아 리버멘에 입단하여 23경기에 출전했다.

## 대학과 프로 경력
조지프는 "쿠조"라는 별칭을 쓰면서 세인트루이스 블루스, 에드먼턴 오일러스, 토론토 메이플리프스, 디트로이트 레드윙스, 피닉스 카이오티스, 캘거리 플레임스에서 31번 선수로 뛰었다. 조지프는 NHL 올스타전에 3번(1994, 1999, 2000) 참가하였으며, 1999-2000 시즌에 NHL에서 헌신적이며 주목될 만한 사회 활동을 한 선수에게 수여하는 킹 클랜시 메모리얼 트로피를 받았다. 2002년에는 미국 유타주의 솔트레이크시티에서 열린 2002년 동계 올림픽에 캐나다 국가대표팀의 일원으로 참가하여 금메달을 획득하였다.

### 위스콘신 대학교 매디슨
위스콘신 대학교 매디슨 재학 시절에는 대학 소속 아이스하키팀인 위스콘신 배저스에서 뛰었다. 조지프는 배저스의 선수로서 21경기에 참가하였으며, 서부 대학 하키 협회 리그(WCHA)에서 활동했다. 이후 조지프는 대학을 졸업하고 NHL 신인 드래프트에는 지명되지 않고 자유 계약 신분으로 세인트루이스 블루스와 계약을 맺었다.

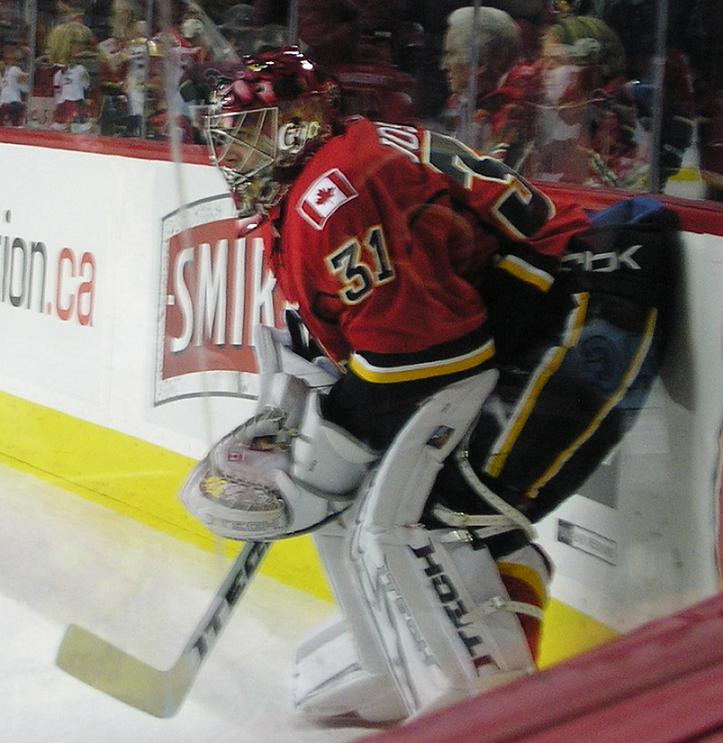
캘거리 플레임스 소속 시절의 조지프(2008년 2월 9일).

### 세인트루이스 블루스
1989년에 세인트루이스 블루스와 입단 계약을 맺은 조지프는 1989-90 시즌부터 NHL에 뛰기 시작했으며, 입단 첫 시즌에는 15경기에 출전했다. 1990-91 시즌 종료 후에는 뉴저지 데블스에서 브렌던 셔너헌이 이적해 왔고, 블루스는 셔너헌 영입 대가로 뉴저지에 조지프와 로드 브랭다무르를 데블스로 영입시키려 했으나 데블스는 스콧 스티븐스의 영입을 원했고, 조지프도 블루스에 남는 것을 원했기에 1991년 9월에 결국 스티븐스와 브랭다무르가 데블스에 입단하는 것으로 마무리되었다.
조지프는 1995년까지 세인트루이스 블루스에 남았으며, 1992-93 시즌에는 시카고 블랙호크스와의 클레런스 캠벨 콘퍼런스(현재의 서부 콘퍼런스) 경기에서 대활약하는 등 세인트루이스 블루스에서의 최전성기를 맞이했으며, 이후 2라운드인 토론토 메이플리프스와의 경기에서도 활약하여 해당 시즌 클레런스 캠벨 콘퍼런스에서 7경기에 출전했다. 이 시즌에는 에드 벨포어와 톰 버라소와 함께 베지나 트로피의 후보에 오르기도 했다.

### 에드먼턴 오일러스
1995년 조지프는 1996년 NHL 드래프트에서 세인트루이스 블루스에게 지명받은 마티 리스너를 에드먼턴 오일러스에게 양보하는 건으로 마이크 그리어와 트레이드되어 에드먼턴 오일러스로 이적했다. 에드먼턴 오일러스에서 뛰는 동안 에드먼턴의 MVP 선수에게 주는 제인 펠드먼 트로피를 2번 받았다. 조지프는 1997년 플레이오프 상대인 댈러스 스타스와 1998년 플레이오프 상대인 콜로라도 애벌랜치와의 경기에서 에드먼턴 오일러스의 골문을 지켰다.

### 토론토 메이플리프스
에드먼턴의 팬에게 인기가 없던 조지프는 1997–98 시즌이 되자 자유 계약 신분으로 3년 간의 계약을 맺고 토론토 메이플리프스로 이적했다. 토론토로서의 첫 경기는 직전 소속팀이었던 에드먼턴과의 경기이었으며, 에드먼턴의 슛아웃을 성공적으로 막아내며 팬의 인기를 얻었다. 토론토 메이플리프스 운영진 측은 조지프가 웬들 클라크와 더그 길모어의 뒤를 이어 토론토의 스타 선수가 될 수 있을 것이라고 밝혔다. 조지프는 토론토에서 30번 이상의 승리를 거두며 1999년과 2000년에 베지나 트로피 수상 후보 2위에 올랐고, 또 1999년에 레스터 B. 피어슨상 최종 후보에, 2000년에는 킹 클랜시 메모리얼 트로피를 받았다. 조지프는 토론토의 주요 골리 중 한사람이었으나 1999년에는 도미니크 하셰크에게 밀렸고, 2000년에는 올라프 쾰치크에게 밀려 수상에는 실패했다. 당시 수상자 발표 때 토론토 메이플리프스의 팬들은 "쿠조, 쿠조!(Cujo, Cujo!)"라고 외치며 조지프를 응원하기도 했다.  조지프는 1999년과 2002년에 토론토 메이플리프스를 동부 콘퍼런스 결승에 진출하는 데에 기여했으며, 2000년 4월에는 뉴저지 데블스와의 경기에서는 슛을 다수 막아내어 팀의 2-1 승리에 기여했다.
조지프와 토론토와의 계약 만료가 임박하였고, 토론토의 감독 팻 퀸은 조지프의 계약 연장에 대해 꺼리기 시작하자 2001-02 시즌에 디트로이트 레드윙스와 계약을 맺었다. 이 시기에 조지프와 퀸의 관계가 악화된 이유가 2002년 동계 올림픽 당시 캐나다 대표팀의 감독이었던 퀸이 조지프를 한 경기에만 출전시키고 나머지 경기 모두 벤치에 있게 한 것이라는 유언비어가 퍼지기도 했다. 당시 조지프는 스웨덴에게 2-5로 패한 경기에만 출전했고 퀸은 조지프 대신 마르탱 브로되르를 주전 골리로 채용했다. 디트로이트는 조지프의 이적에 대해 대대적으로 광고했으며, 이에 대한 토론토의 반응은 싸늘하기만 하였다.

### 디트로이트 레드윙스
디트로이트 레드윙스는 조지프를 영입한 후에는 스탠리 컵 우승에 멀어져만 갔다. 조지프는 레드윙스의 팬에게 인기를 얻지 못했으나 2002-03 시즌에 디비전 타이틀 획득에 기여하였다. 그러나 디트로이트는 2003 플레이오프 첫 상대인 마이티 덕스 오브 애너하임에게 패하였다.  2003-2004 시즌에 디트로이트 레드윙스는 백업 골리 도미니크 하셰크가 이적을 하자 조지프의 백업 골리로 매니 레거시를 영입했다. 그러나 조지프는 8백만 미국 달러에 마이너팀인 그랜드래피즈 그리핀스로 이적하여 팀을 떠났다. 이후 오타와 세너터스로 이적해 있던 하셰크가 사타구니 부상에서 회복한 후에 다시 디트로이트로 돌아와 조지프의 역할을 수행했다. 조지프 대신 하셰크가 골리가 된 디트로이트는 2005-06 시즌에 6번의 플레이오프 경기를 치른 후에 캘거리 플레임스를 꺾고 스탠리 컵을 들어올리는 데에 성공하였다.

### 후기 경력
2005년 조지프는 1년 계약으로 피닉스 카이오티스로 이적했다. 2005년 10월 28일에는 자신의 400번째 NHL 경기에 출전했다. 2006년 3월 28일에는 424번째 경기에 출전하여 토니 에스포지토를 제치고 역대 NHL 최다 출전 골텐더 6위에 올랐다. 이때 조지프는 다시 토론토 메이플리프스에서 뛰고 싶다고 밝히기도 하였다. 2007년 9월에는 오타와 세너터스 측이 팀의 골리인 마르틴 게르버와 조지프를 트레이드하자는 제안을 했으나 이는 무산되었다.
2008년 1월 14일 조지프는 연봉 150만 달러의 조건 캘거리 플레임스와의 1년 계약을 맺었다. 같은 해 3월 1일 조지프는 피닉스 카이오티스를 상대로 3-1로 승리하는 자신의 448번째 경기에 출전하여 테리 소척을 제치고 NHL 최다 출전 골텐더 4위에 올랐다. 이후 4월 13일에 산호세 샤크스와의 플레이오프 1라운드 경기에 출전하여 미카 키프루소프를 누르고 NHL 최다 출전 골텐더 3위에 올랐다. 이 경기에서 캘거리 플레임스는 0-3으로 뒤쳐지다가 4-3 역전승을 이뤄냈으며, 조지프는 선수 경력 최초로 NHL 플레이오프 경기 승리를 맛봤다. 2008년 7월 1일, 조지프는 70만 달러를 받고 토론토 메이플리프스와의 1년 계약을 맺으며 다시 토론토로 돌아왔다. 조지프는 당시 게르버의 백업 골리였으며, 2008년 12월 30일에 애틀랜타 스래셔스와의 경기에 출전하여 자신의 NHL 경기 통산 450번째 경기 출전 기록을 세웠다. 2009년 4월 8일에는 자신의 NHL 352번째 패배를 기록했으며, 이는 NHL 최다 패배 기록 골리인 검프 워슬리와 동일한 기록이었으며, 후에 2011-2012 시즌에 마르탱 브로되르가 이 기록을 갱신했다. 계약 만료 이후 토론토를 떠나 자유 계약 신분이 된 조지프는 2010년 1월 12일에 은퇴를 선언했다.

## 국가대표팀 경력
1996년 4월 말부터 5월 초까지 오스트리아에서 열린 세계 아이스하키 선수권 대회를 통해 국가대표팀에 데뷔했으며 주전 골리로 참여하여 8경기에 출전하였다. 캐나다는 체코에게 결승전에서 패하여 은메달을 받았다. 이후 같은 해 여름에 아이스하키 월드컵에 참가하였으며, 7경기에 출전하여 은메달을 받았다. 2002년에는 올림픽 국가대표로 발탁되어 미국 유타주 솔트레이크시티에서 열린 동계 올림픽에 참가하였으며, 첫 경기인 스웨덴과의 경기에서 대량 실점을 하여 감독인 팻 퀸에 의해 백업 골리인 마르탱 브로되르가 주전으로 뛰게 되었다.
이후 2007년 12월에 클럽 간 대회인 슈펭글러컵에 캐나다 국가대표팀이 유일하게 국가대표팀이 출전하였으며, 조지프도 대회에 참가하였으나 경기에는 출전하지 않았다. 캐나다는 결승에서 러시아 콘티넨탈 하키 리그(KHL)의 클럽인 살라바트 율라예프 우파를 꺾고 우승했다.